# Павел Курднач
Павел Курднач (чеськ. Pavel Kudrnáč; нар. 11 лютого 1974) — колишній чеський тенісист.
Найвищу одиночну позицію світового рейтингу — 561 місце досяг 5 липня 1999, парну — 111 місце — 16 жовтня 2000 року.

## Титули на челленджерах

### Парний розряд: (3)
| Ранг | Рік  | Турнір           | Покриття | Партнер      | Суперники                         | Рахунок          |
| ---- | ---- | ---------------- | -------- | ------------ | --------------------------------- | ---------------- |
| 1.   | 1999 | Прага, Чехія     | Ґрунт    | Петр Ковачка | Петр Дезорт Леош Фридль           | 6–0, 6–1         |
| 2.   | 2000 | Вроцлав, Польща  | Тверде   | Петр Ковачка | Жоселін Робішо Кайл Спенсер       | 3–6, 7–6(6), 6–4 |
| 3.   | 2000 | Барлетта, Італія | Ґрунт    | Петр Ковачка | Діну Пескаріу Вінченцо Сантопадре | 6–7(4), 6–2, 6–0 |